# كروتون لين
كروتون لين (الاسم العلمي:Croton mollis) هو نوع من النباتات يتبع جنس الكروتون من الفصيلة الفربيونية.